# Histoire de la Virginie-Occidentale
La Virginie-Occidentale faisait primitivement partie de l'État de Virginie mais s'en est séparée au moment de la guerre de Sécession, les comtés de la partie montagneuse souhaitant l'abolition de l'esclavage.

## Conquête des montagnes de l'ouest
Jusqu'à l'arrivée des colons, la Virginie Occidentale est peuplée de tribus amérindiennes, notamment Chaouanons. En 1716, Alexander Spotswood revendiqua les plus hautes terres de la Virginie, dans les Appalaches, au nom de l'Angleterre. Les premiers colons commencèrent à s'aventurer dans les montagnes quelques années plus tard. La plupart de ceux qui s'installèrent étaient des Allemands, des Écossais et des Irlandais. Quelques-uns étaient anglais, gallois ou hollandais. Pendant la guerre d'Indépendance, une partie des indiens Shawnee combattit aux côtés des insurgés contre les Britanniques.

## Conventions de 1829 et 1851

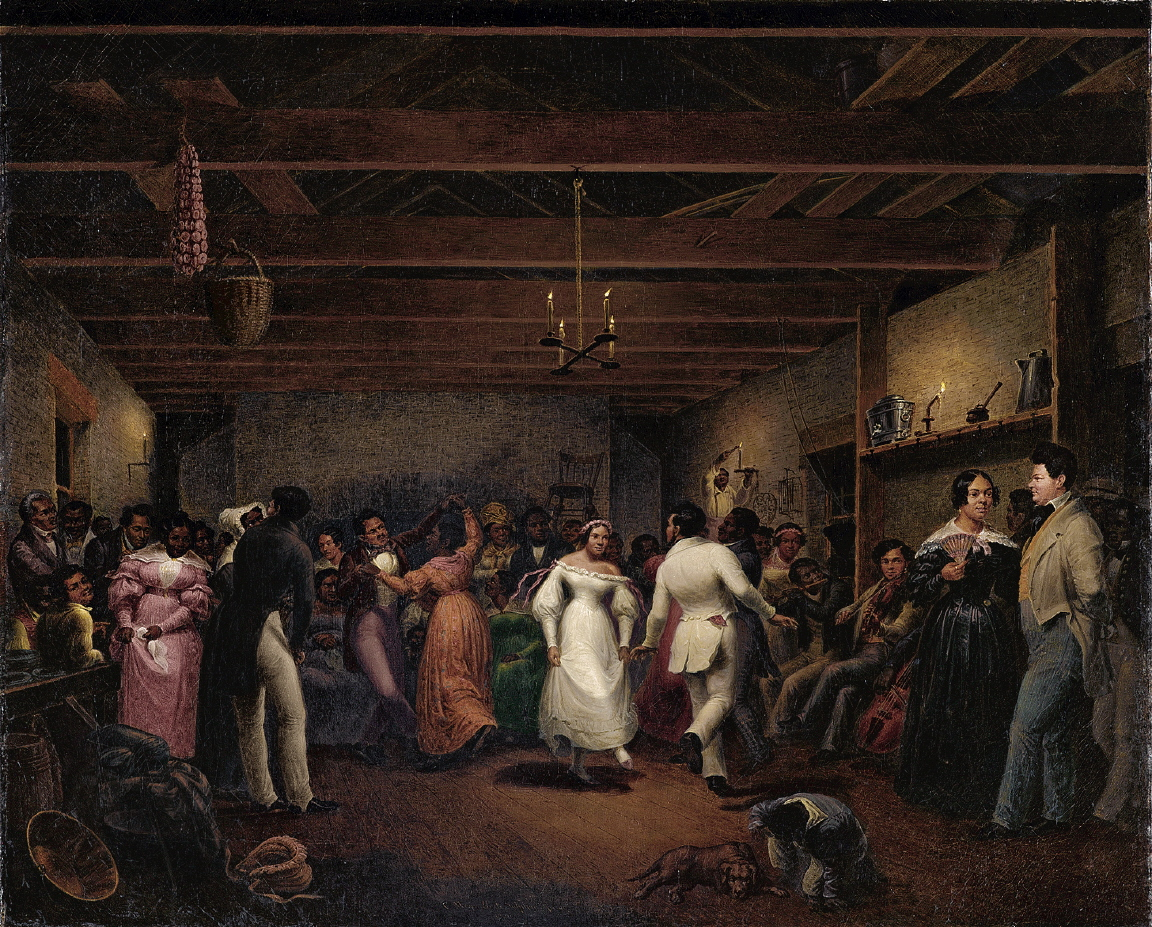
Mariage dans une communauté d'esclavages de Virginie, 1838

En 1829, une première convention se réunit pour former une nouvelle constitution pour la Virginie. En exigeant la qualité de propriété pour avoir des suffrages, elle a donné aux comtés esclavagistes une majorité des trois-cinquièmes dans la représentation de l'État de Virginie à la Chambre des représentants américaine, s'attirant la protestation des comtés des montagnes. En conséquence, ces derniers, sauf un, ont tous voté pour rejeter la constitution, qui a néanmoins passé grâce au soutien des cantons de l'Est. Une nouvelle convention constitutionnelle se tient de 1850 à 1851 en Virginie, pour régler certain nombre de questions importantes, à la demande des Virginiens de l'Ouest. Le droit de vote a alors été étendu à tous les hommes blancs de plus de 21 ans d'âge.

## Scission lors de la guerre de Sécession
L'État de Virginie Occidentale fut créé au cours de la guerre de Sécession car les comtés du nord-ouest de la Virginie ne souhaitaient pas se séparer de l'Union. Plus pauvre, développant une agriculture de subsistance, ils étaient favorables à la suppression de l’esclavage, à la différence des planteurs du sud et de la côte de la Virginie, qui adhérèrent aux États confédérés. La majorité des Virginiens de la partie orientale adhéraient à l'Église épiscopale, ceux de la partie occidentale étaient composés de baptistes, de méthodistes et de presbytériens.

## Deux congrès de Wheeling, en 1861

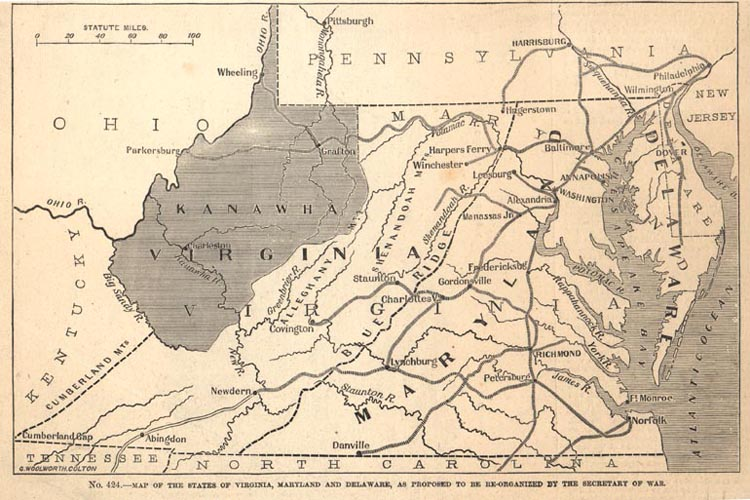
Le 24 octobre, le nom du pays Haut est changé, de Kanawha il devient "Virginie-Occidentale".

La Virginie-Occidentale se sépara donc de la Virginie lors du congrès de Wheeling qui se tint dans la ville éponyme. Le premier congrès de Wheeling eut lieu du 13 au 15 mai 1861. Vingt-sept comtés de l'ouest de la Virginie y étaient représentés par 436 délégués. Pour une bonne part, ces délégués avaient été désignés lors de réunions publiques, mais certains se présentèrent de leur propre initiative. Chester D. Hubbard (en) du comté d'Ohio permit au débat de se conclure en proposant la création d'une commission où siégerait un représentant de chaque comté et la création d'un organe permanent. Après une pause, le président du comité donna la liste des représentants retenus, et les membres de l'organe permanent : James R. Ewings, sergent d'arme (responsable de l'ordre dans les délibérations) ; A. Clemens et R. Higgins, huissiers. Le second congrès de Wheeling débuta, comme il avait été prévu lors du premier, le 11 juin suivant. La réunion se tint d'abord dans le Washington Hall et plus tard, dans la Custom House. Les premières décisions du congrès établirent que 88 délégués représentant 32 comtés furent admis à siéger mais que cependant d'autres délégués pourraient être admis par la suite. Arthur I. Boreman fut désigné pour présider le Congrès, et déclara alors, « Nous sommes résolus à vivre sous un gouvernement d'un État des États-Unis et dans le respect de la Constitution des États-Unis ». Finalement, la Virginie Occidentale fut admise dans l'Union en 1863. L'existence de l'État fut entérinée par une décision de la Cour suprême en 1870.

## Une économie agricole dopée par les gisements de charbon des Appalaches

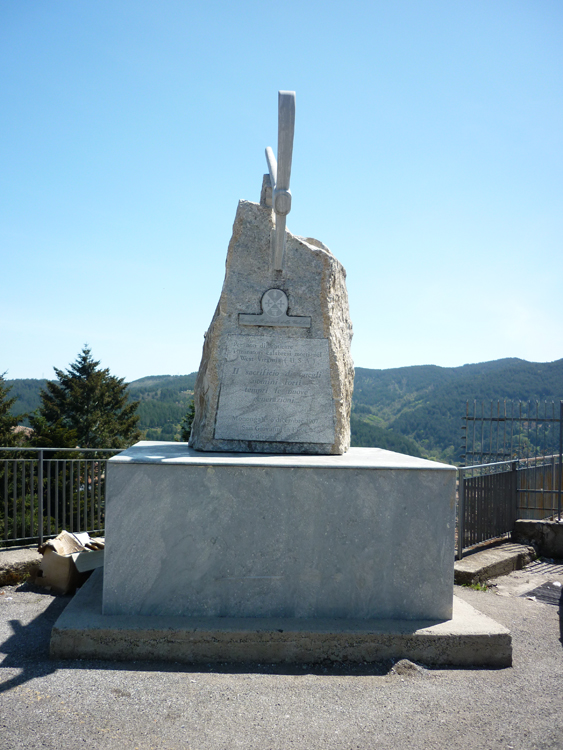
San Giovanni in Fiore - Monument commémoratif de la catastrophe minière de Monongah.

L’économie de la Virgine Occidentale fut longtemps dominée par l’agriculture, bien qu'elle ait connu un rapide développement de l’industrie et de l’extraction minière à partir de la fin du XIXe siècle. Sa grande prospérité économique a été obtenue grâce à l’extraction et à l’industrie du charbon, et à la création du réseau de chemin de fer (1880-1910). L'un des grands constructeurs de chemin de fer était Collis P. Huntington, qui donna son nom à la ville de Huntington. Jusqu'en 1885, la capitale de l'État se déplaçait entre Charleston (à l'origine Charles Town, provenant du nom de Charles Clendenin, père du fondateur de la ville) et Wheeling.
Le 6 décembre 1907, « la pire catastrophe minière de l'histoire des États-Unis » se produit dans le Comté de Marion en Virginie-Occidentale: la catastrophe de Monongah provoque la mort de 362 mineurs, enfants inclus. Une explosion, vraisemblablement causée par l'inflamation de méthane ou grisou dans les fosses 6 et 8, fut suivie d'un coup de poussier, provoquant l'inflammation des poussières de charbon. Les sauveteurs, ne disposant pas d'appareils respiratoires, ne pouvaient alors pas travailler plus de 15 minutes dans la fosse. Certains d'entre eux périrent également des suffocations provoquées par les émanations du méthane.
En 1912 et 1913, la répression d'un important mouvement ouvrier, connu comme la « guerre des mineurs », fait au moins cinquante morts. Les conditions de travail des ouvriers américains sont alors particulièrement difficiles ; les mineurs et sidérurgistes travaillent douze heures quotidiennement et six jours par semaine pour une rémunération de 400 dollars annuel distribués en monnaie privée frappée par l’entreprise, ce qui les contraint à vivre dans les villes fondées par leurs employeurs et donc à subir leur contrôle social. La bataille de Blair Mountain, plus grande rébellion armée américaine, s'est déroulée en 1921 sur le comté de Logan. 
Plus récemment, l'inondation de Buffalo Creek du 26 février 1972 a causé la mort de 125 personnes lorsqu'un barrage de lisier de charbon a éclaté sous la pression de fortes pluies, libérant plus de 100 000 000 gallons américains (380 000 000 litres) de déchets et d'eau, formant une vague de 30 pieds (9,1 m ) dévalant sur la vallée en contrebas. Les communautés de Lorado et Lundale ont été détruites et 14 autres communautés fortement endommagées, dont Saunders, Amherstdale, Crites et Latrobe.

## Grandes inondations de 1937

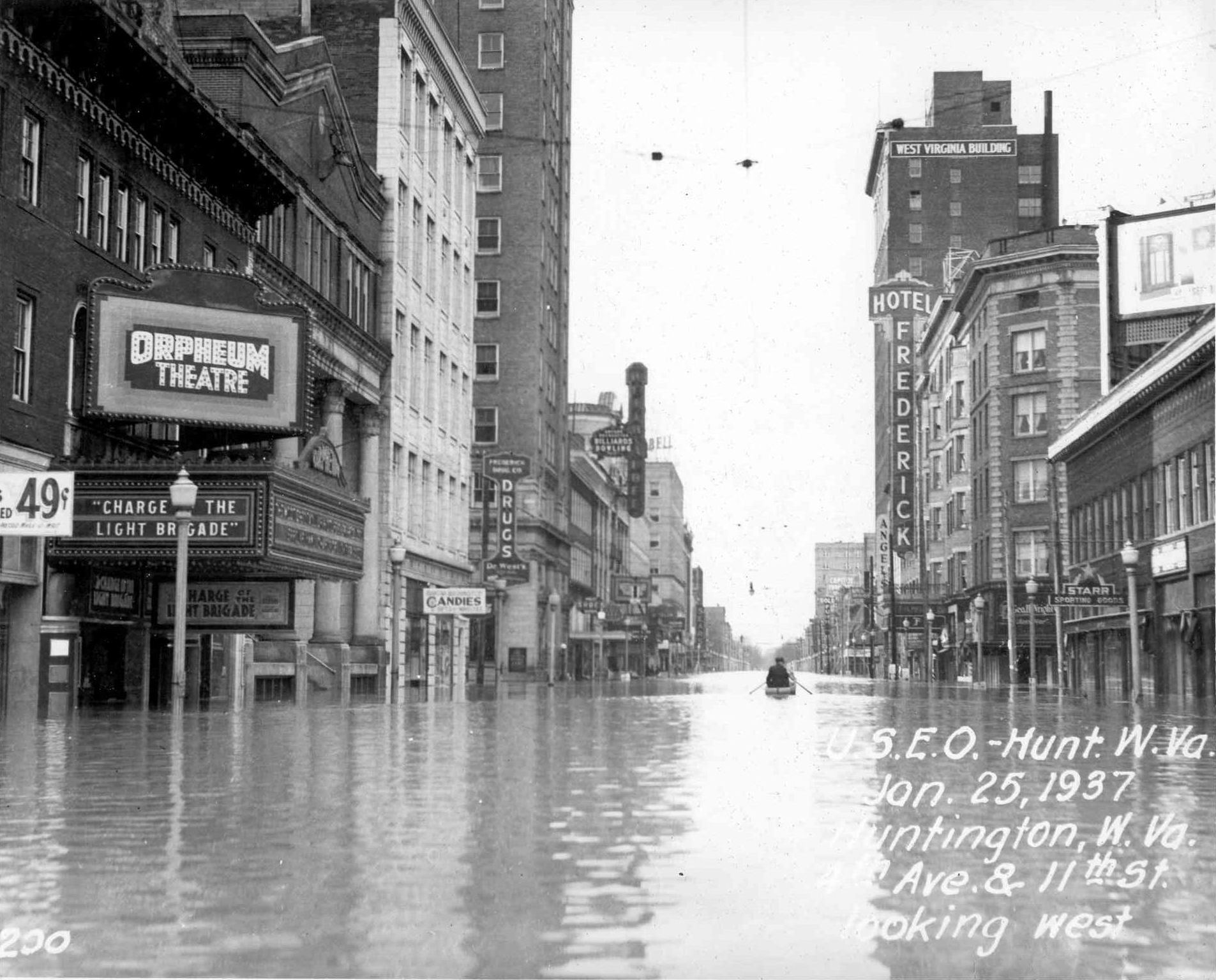
Rue de Huntington (Virginie-Occidentale), durant les inondations de 1937.

Comme d'autres État voisins, la Virginie-Occidentale a beaucoup souffert des grandes crûes de la Rivière Ohio, en janvier et février 1937, au cours desquelles un million de personnes se sont retrouvées sans abri, avec 385 morts et des pertes matérielles atteignant 500 millions de dollars (environ 8 milliards de dollars de 2012). La catastrophe a eu lieu pendant la Grande Dépression et quelques années après la Dust Bowl, ce qui a obligé à mobilier les ressources fédérales et étatiques à grande échelle.
La grande inondation de 1937 n'a coûté la vie qu'à cinq personnes en Virginie-Occidentale , mais a causé des millions de dollars de dégâts et laissé des dizaines de milliers de sans-abris. . Sur les 40 000 personnes vivant dans les zones inondées de Huntington, 25 000  se sont retrouvées en situation de réfugiés et 11 000 personnes ont effectué une demande d'aide à la Croix-Rouge lors de l'inondation.
L’État est durement atteint par la crise économique consécutive au krach boursier de 1929 et devint un bastion du New Deal, lequel permit de sauver de la famine les habitants les plus pauvres. Liée au Parti démocrate depuis cette période, la Virginie-Occidentale sert, en 1960, de rampe de lancement à la candidature présidentielle de John F. Kennedy. En 1980, elle est l'un des rares États à ne pas voter en faveur de Ronald Reagan.

## Efforts d'infrastructures auXXesiècle
En grande partie montagneux, l’État reste néanmoins relativement plus pauvre que ses voisins du nord, l'Ohio et la Pennsylvanie. Lors de la Première Guerre mondiale, les chemins de fer ne furent plus capables de manipuler tout le trafic de fret au moment où a augmenté l'effort de guerre. Le gouvernement a commencé à construire des écluses et des barrages sur la rivière de l'Ohio afin de faire transiter de plus grands navires. Il fallut attendre la Deuxième Guerre mondiale pour construire de meilleures routes.
Les ressources minérales de la Virginie-Occidentale sont importantes (charbon bitumineux, gaz naturel, pétrole et sel), mais l’extraction minière subit dans la deuxième partie du XXe siècle, un relatif déclin. La Virginie-Occidentale reste toutefois l’un des grands producteurs américains de charbon.